# معنى النكبة (كتاب)
معنى النكبة هو كتاب من تأليف قسطنطين زريق نشرته دار العلم للملايين في بيروت عام 1948. يحمل الكتاب مصطلح «النكبة» أي الكارثة، لوصف النكبة الفلسطينية في أعقاب حرب عام 1948م. يُحدد الكتاب المعايير المفاهيمية للمأساة العربية، التي أَطلق عليها زريق اسم النكبة، لوصف خسارة فلسطين أمام الصهيونية والهزيمة العربية في حرب عام 1948م. كان هذا أول عمل من بين العديد من الأعمال التي قام بها المثقفون العرب لتحليل الأسباب وراء النكبة. يرى الكثيرون أن الكتاب تطلب شجاعة كبيرة للكتابة، حيث كانت الحرية الفكرية صعبة في ذلك الوقت.

## تاريخ
بينما كانت الحرب على الفلسطينيين لا تزال مستعرة، أصبح زريق من أوائل من وصف تطورات الحرب واستخدم مصطلح «النكبة».

## الترجمة
ترجمه «ريتشارد بايلي ويندر» إلى الإنجليزية بعنوان «معنى الكارثة» (The Meaning of the Disaster)، ونُشر عام 1956م في بيروت.

## محتوى الكتاب
- توطئة وتقدمة (ص 5)
- فداحة النكبة (ص 7)
- واجب الفكر (ص 16)
- المعالجة القريبة (ص 21)
- الحل الأساسي (ص 44)
- معنى النكبة (ص 59)
- ملحق (ص 65)
- الصراع بين المبدأ والقوة في قضية فلسطين (ص 69)
- لماذا نجاهد في فلسطين ؟ (ص 85)